# 金成増彦
金成 増彦（かなり ますひこ、1904年5月4日 - 2003年9月10日）は、日本の経営者。富士電機社長、会長、福島放送会長を務めた。福島県出身。

## 経歴
1928年に東京帝国大学経済学部経済学科を卒業し、同年に富士電機に入社。1947年12月に取締役に就任し、1949年8月に常務、1956年5月に専務を経て、1958年5月には社長に就任。1964年11月に常任相談役に就任。
1960年11月に藍綬褒章、1974年11月に勲二等旭日重光章を受章。
2003年9月10日心不全のために死去。99歳没。